# Verderol anisat

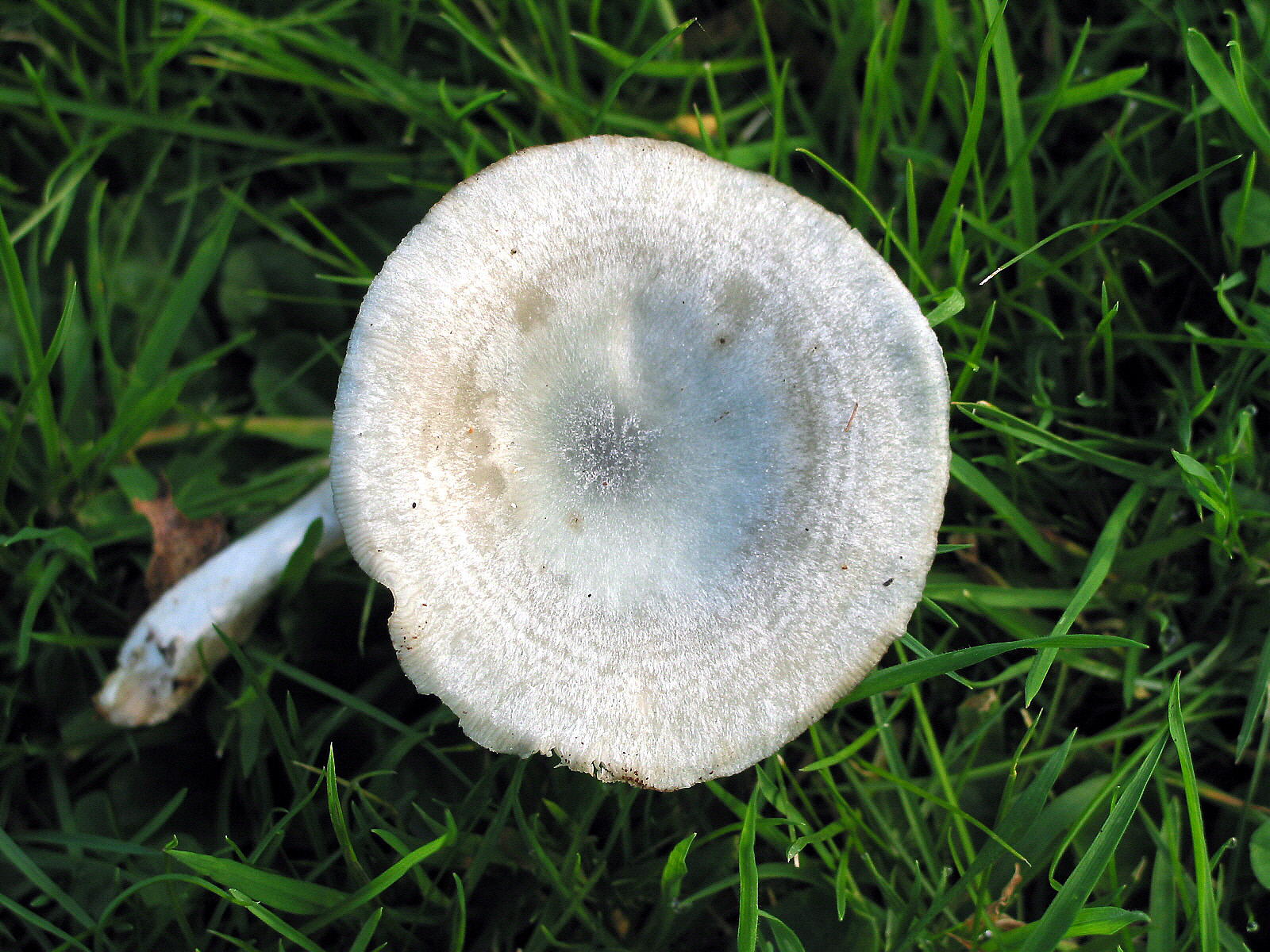
Verderol anisat

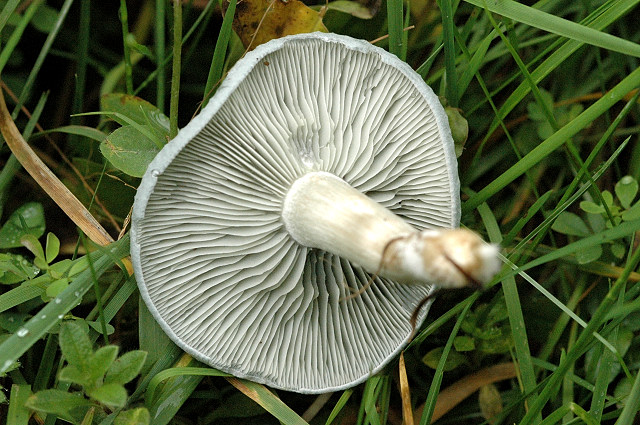
Exemplar fotografiat a Commanster (Bèlgica).

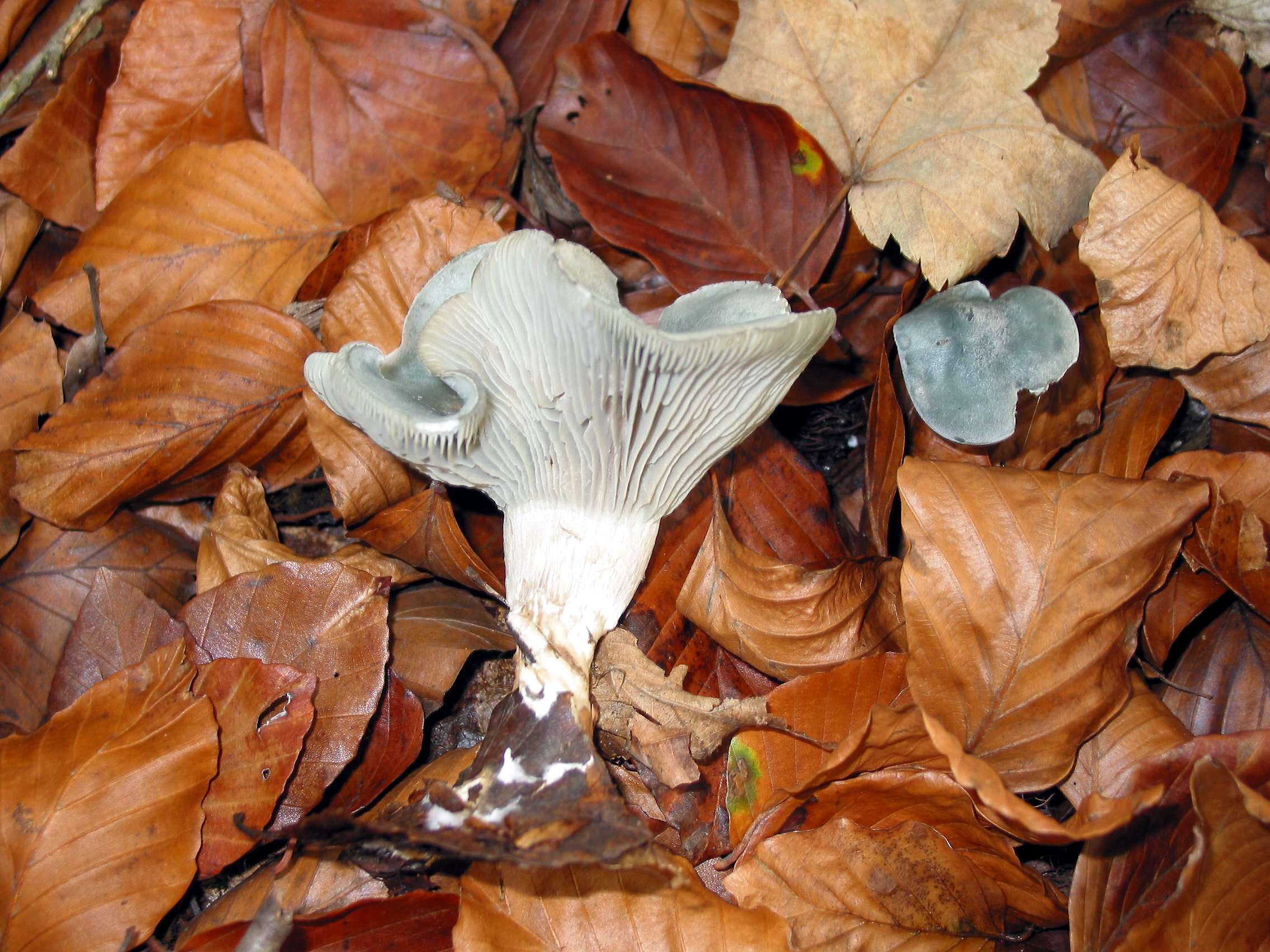
Un altre exemplar

El verderol anisat, bolet anisat o bolet d'anís (Clitocybe odora) és una espècie de fong agarical de la família de les clitocibàcies (Clitocybaceae). És un bolet comestible.

## Etimologia
Del grec klytós (enfonsat) i kybe (cap), i del llatí odora (perfumat) pel seu intens aroma.

## Morfologia
- Capell: de 4 a 8 cm de diàmetre, al principi convex amb els marges incurvats i, amb el temps, més pla i estès i algunes vegades amb els marges aixecats i ondulats. Té la cutícula llisa i separable, de color blau grisós a blau verdós, més descolorit amb l'edat.
- Himeni: format per làmines una mica decurrents, denses i atapeïdes, d'un color més pàl·lid que el capell i que baixen una mica per la cama.
- Peu: cilíndric, curt, fibrós, llis, del mateix color que el capell, però més clar.
- Carn: de blanquinosa a verd clar, de gust dolcenc i fort aroma a anís
- Espores: el·líptiques de 6-7 x 3-4 micres i de color blanc.[6][7][8][9]

## Hàbitat
Creix en alzinars i pinedes, entre virosta, des de la terra baixa fins a l'alta muntanya (entre 0-2.500 m d'altitud), i des de començaments de l'estiu fins a molt avançada la tardor.

## Distribució geogràfica
Es troba a les zones de clima temperat d'Euràsia i Nord-amèrica.

## Comestibilitat
És un bolet comestible que es pot menjar torrat o barrejat en una fritada de bolets variats. N'hi ha que el fan servir, assecat i polvoritzat, com a condiment, i, també en forma de melmelades i dolços.

## Risc de confusió amb altres espècies
El color del seu capell i el característic aroma que desprèn la carn, fa molt difícil que es pugui confondre amb un altre bolet. Es podria arribar a confondre amb altres bolets que desprenen olor d'anís i són tòxics com Clitocybe fragans, però és de color pàl·lid i de mida molt més petita.

## Propietats medicinals
Sembla que alguns dels seus polisacàrids podrien inhibir, parcialment, el creixement d'alguns tipus de càncers.